# 勝林寺 (春日部市)
勝林寺（しょうりんじ）は、埼玉県春日部市にある浄土宗の寺院。

## 歴史
1570年（元亀元年）、源笈によって開山された。
現在の本堂は1806年（文化3年）に第21世住職の梁誉知足によって建てられたものである。1973年（昭和48年）に浄土宗開宗八百年記念事業として、従来茅葺だった屋根をトタン板にした。続いて2002年（平成14年）に銅板に改修した。

## 交通アクセス
- 東武伊勢崎線（東武スカイツリーライン）武里駅より徒歩13分。